# ژیلبرت بروله
ژیلبرت بروله (فرانسوی: Gilbert Brulé‎؛ زادهٔ ۱ ژانویهٔ ۱۹۸۷) بازیکن هاکی روی یخ اهل کانادا است.
از باشگاه‌هایی که در آن بازی کرده‌است می‌توان به فینیکس کایوتیس و ادمونتون اویلرز اشاره کرد.